# Эль-Хаджера
Эль-Хаджера (араб. ‎; англ. Al-Hajjarah, иногда пишут Al-Hajarah или Al-Hajjara) — деревня в Йемене, расположенная в мухафазе Сана.

## Расположение
Этот бывший торговый город на юго-западе мухафазы Сана в мудирии Манаха, расположившийся вдоль дороги Сана—эль-Ходейда в горной районе Джебель Хараз, к западу от города Манаха.

## Описание
Эль-Хаджера, когда-то была городом. Это один из самых впечатляющих населённых пунктов в горах Йемена. Построена на краю пропасти и славится своими высокими домами, которые построены на скальных склонах. Её дома-крепости, построенные из камней добытых из близлежащего карьера, сливаются с окружающей местностью. Они сделанные из массивных блоков не скрепленных известковым раствором камней и образуют непрерывную линию бастиона. Эти строения представляют собой яркий пример национальной йеменской архитектуры.

## История
Цитадель была основана в XII веке Сулайхидами и стала важным укреплением во время турецкой оккупации Йемена в связи со стратегической важностью местоположения.

## Экономика и сельское хозяйство
Эль-Хаджера известна как производитель перца.

## Туристический интерес
Сегодня эль-Хаджара используется в качестве базового лагеря для пешеходного туризма.
В эль-Хаджера находится бывшая резиденция имама Яхья бен Мухаммед Хамид-ад-Дин, подписавшего итало-йеменский договор 1926 года.

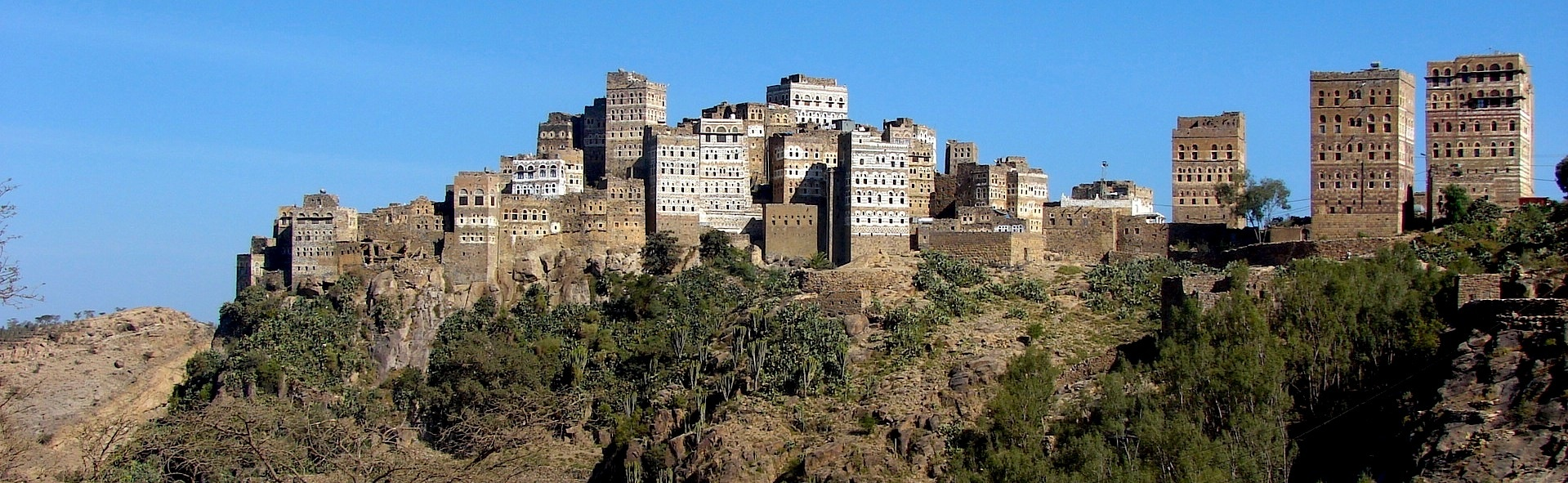
Эль-Хаджера